# Hoplodrina superstes
Hoplodrina superstes är en fjärilsart som beskrevs av Ferdinand Ochsenheimer 1816. Hoplodrina superstes ingår i släktet Hoplodrina och familjen nattflyn. Inga underarter finns listade i Catalogue of Life.